# Relatoría Especial sobre los Derechos Económicos, Sociales, Culturales y Ambientales de la CIDH
La Relatoría Especial sobre Derechos Económicos, Sociales, Culturales y Ambientales (REDESCA) es una Relatoría Especial de la Comisión Interamericana de Derechos Humanos de la Organización de Estados Americanos creada para fortalecer y profundizar su trabajo de defensa y protección de los derechos económicos, sociales, culturales y ambientales en las Américas.

## Misión
Apoyar a la CIDH en el cumplimiento de su mandato de Promoción y Protección de los DESCA en el continente americano a partir del desarrollo e implementación de estándares a fin de salvaguardar la dignidad humana y contribuir a la defensa del medio ambiente. 

## Temas de trabajo
Entre los principales temas de trabajo está la situación de pobreza en la región, así como en relación con todos los DESCA desde una perspectiva holística con enfoques de: indivisibilidad, progresividad, género, diversidad e interseccionalidad, desarrollo y derechos humanos, interdisciplinariedad, educación en derechos humanos y anticorrupción. 
A partir del enfoque de interseccionalidad, se plantea especial atención a las poblaciones en situación de vulnerabilidad o discriminación histórica, como mujeres, pueblos indígenas, afrodescendientes, personas LGTBI, migrantes, niñez, adolescencia, personas adultas mayores, personas con discapacidad o defensores y defensoras de los derechos sociales y ambientales, entre otros, en relación con las afectaciones en el goce de los DESCA.

## Titulares de la Relatoría Especial
- Javier Palummo Llantes (2023)
- Soledad García Muñoz (2017)